# N'Dodjiga
N’Dodjiga est une commune rurale du Mali, dans le cercle de Youwarou et la région de Mopti. Elle a pour chef-lieu la localité de Sah.

## Villages
La commune s'étend sur 50 localités relevées lors du recensement général de 2009. 
Les villages les plus peuplés sont :

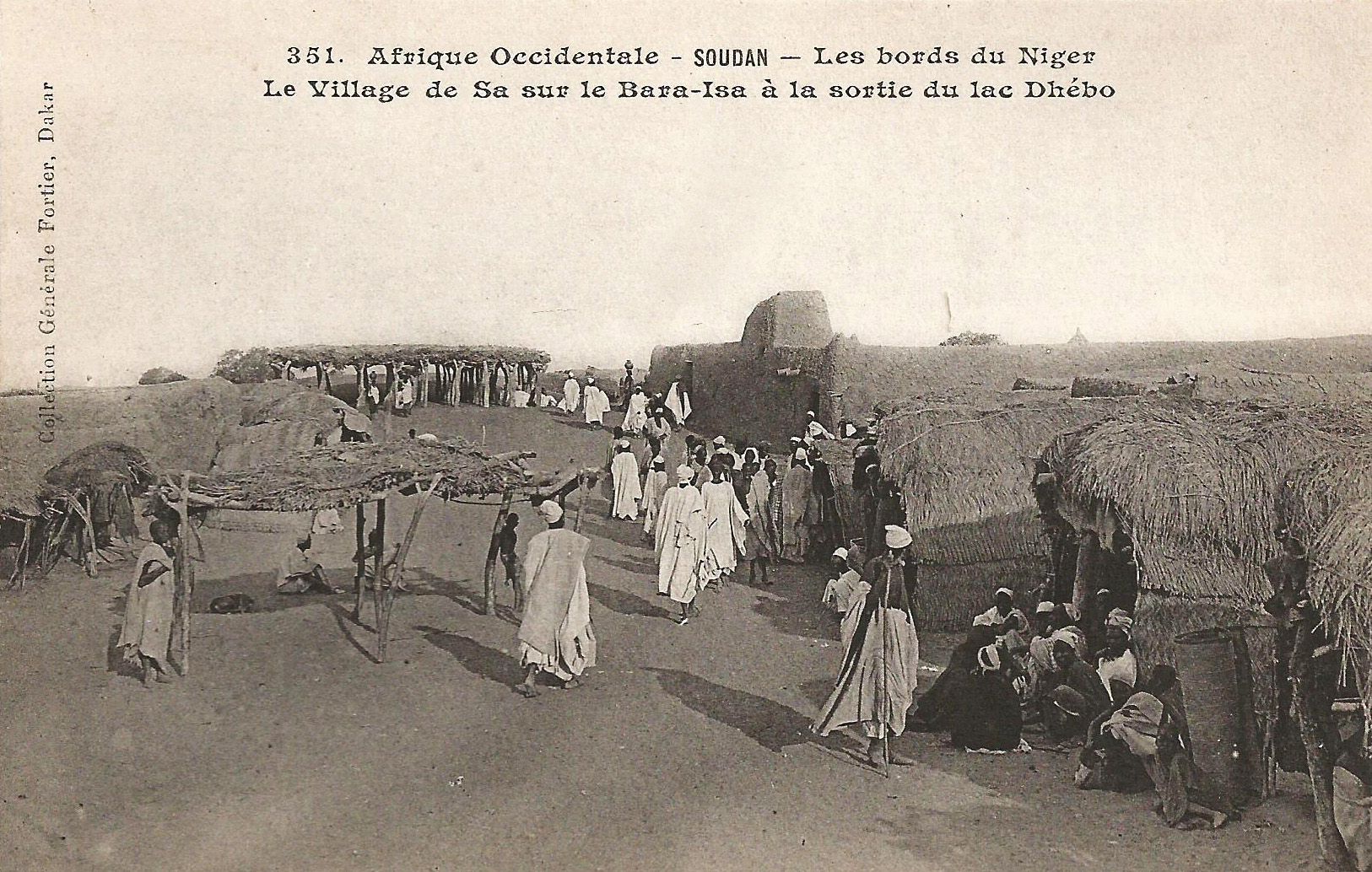
Sah, chef-lieu de la commune de N'Dodjiga (début du XXe siècle)

- Sah (3 008 habitants)
- Faou (1 362 habitants)
- Margou (1 301 habitants)
- Ongom (1 010 habitants)